# 日本の原子力発電所
日本の原子力発電所（にほんのげんしりょくはつでんしょ）では、日本の原子力発電所の歴史、現状、予定について説明する。

## 歴史
1945年（昭和20年）8月15日の第二次世界大戦終戦後、日本では連合国から原子力に関する研究が全面的に禁止された。しかし、1952年（昭和27年）4月28日に日本国との平和条約（サンフランシスコ講和条約）が発効し、1953年にドワイト・D・アイゼンハワー大統領が国連総会で「平和のための原子力」演説を行ったことも契機となって、研究が再開されることとなった。
日本における原子力発電は、1954年（昭和29年）3月に当時改進党に所属していた中曽根康弘、稲葉修、齋藤憲三、川崎秀二により原子力研究開発予算が国会に提出されたことがその起点とされている。この時の予算2億3500万円は、ウラン235にちなんだものであった。これらの動きは、日米原子力研究協定を重大な契機として進展した。
1955年（昭和30年）12月19日に原子力基本法が成立し、原子力利用の大綱が定められた。この時に定められた方針が「民主・自主・公開」の「原子力三原則」である。
原子力基本法の成立を受け、翌1956年（昭和31年）1月1日に原子力委員会が設置された。初代委員長は読売新聞社社主でもあった正力松太郎である。正力は翌1957年（昭和32年）4月29日に原子力平和利用懇談会を立ち上げ、さらに同年5月19日に発足した科学技術庁の初代長官となり、原子力の日本への導入に大きな影響力を発揮した。このことから正力は、日本の「原子力の父」とも呼ばれている。
有馬哲夫によると、正力の影響力の背後にはCIAの関与があったとする情報もある。この時に原子力委員であった日本人初のノーベル賞受賞者である湯川秀樹は、体調不良を理由に委員を辞任した。
1956年（昭和31年）6月に特殊法人日本原子力研究所（現・国立研究開発法人日本原子力研究開発機構）が設立され、研究所が茨城県那珂郡東海村に設置された。これ以降、東海村は日本の原子力研究の中心地となっていく。
1957年（昭和32年）11月1日には、電気事業連合会加盟の9電力会社および電源開発の出資により日本原子力発電株式会社が設立された。
日本で最初の原子力発電が行われたのは1963年（昭和38年）10月26日で、東海村に建設された動力試験炉であるJPDRが初発電を行った。これを記念して毎年10月26日は「原子力の日」とされている。
日本に初めて設立された商用原子力発電所は、同じく東海村に建設された東海発電所で、運営主体は日本原子力発電である。原子炉の種類は、英国のコールダーホール原子力発電所で世界最初に実用化された黒鉛減速炭酸ガス冷却型原子炉であった。しかし経済性等の問題によりガス冷却炉はこれ1基にとどまり、後に導入される商用発電炉はすべて軽水炉であった。
1974年（昭和49年）には電源三法（電源開発促進税法、電源開発促進対策特別会計法、発電用施設周辺地域整備法）が成立し、原発をつくるごとに交付金が出てくる仕組みができる。日本の原子力発電は、工業用・産業用電源を安価に安定的に供給することを目的として導入された。

### 東日本大震災発生後
福島第一原子力発電所事故が発生する約1か月前に、既存の原子力発電所の延命方針が打ち出された。老朽化で運転を終える原子力発電所の廃炉処置の困難さに加えて、二酸化炭素排出削減策としてである。2010年（平成22年）3月に営業運転期間が40年以上に達した敦賀発電所1号機をはじめとして、長期運転を行う原子炉が増加する見込みであることから、これらの長期稼働原子炉の安全性が議論となった。
2011年（平成23年）3月11日に発生した東日本大震災による津波で、福島第一原子力発電所が全電源喪失によって炉心溶融と原子炉建屋の水素爆発が発生し、放射能汚染を東北・関東地方に及ぼした。
その影響により、原子力発電所の増設計画の是非や、点検などによって停止した原子力発電所の再稼働の是非などが焦点となり、今後の日本の原子力政策のあり方に関する議論が、日本国政府や国会、またマスメディアなどで大きく取り上げられるようになった。
この事故により、福島第一原子力発電所の原子炉は4基が2012年（平成24年）4月20日に廃止され、残る2基も2014年（平成26年）1月31日に廃止された。新たに建設が予定されていた2基についても計画が中止された。また事故の影響により、2013年（平成25年）に浪江・小高原子力発電所の建設計画が中止され、2019年（令和元年）には福島第二原子力発電所も全基が廃止された。
また、原子力発電所が集中している福井県の若狭湾沿岸では、1586年の「天正地震」とそれによる津波で大きな被害が出たことが、東日本大震災を受けて調査した敦賀短期大学教授・外岡慎一郎（中世日本史）らの調査で、複数の文献に記されていることが明らかになった。吉田兼見が書いた『兼見卿記』や、ポルトガル人宣教師・ルイス・フロイスが書いた『日本史』などである。
関西電力はこうした文献の内容を把握していたが、津波による大きな被害はないと説明していた。これに対しては地元からも不安の声が上がっており、文献から想定される被害に即した対策を求めている。このとき関西電力が調査しなかった場所（高浜原発3・4号機近く）で、2015年6月に福井大学等の研究チームが、津波の痕跡と推定できる14-16世紀頃の砂層を発見している。しかし津波が天正地震によるものと結論付けられる根拠が少なく、規模も不明であり、また関西電力も安全対策には影響しないとしている。
2014年4月時点では、24基が原子力規制委員会に再稼働申請されていたが、再稼働できるのは20基以下と推測された。そのため原子力発電量は東日本大震災前と比較して半減し、震災前には28%あった全発電量に占める原子力発電の割合も、15%程度に低下すると予測された。
2015年4月27日、美浜1号機と2号機、玄海1号機、敦賀1号機の4基が廃炉となった。同年4月30日には、島根原子力発電所1号機が廃炉となった。その結果、2015年には日本の原子力発電所は42基となった。
2015年8月11日、川内原子力発電所1号機が福島第一原子力発電所事故後に制定された新規制基準での稼働を、全国で初めて再開した。
2022年11月28日、福島第一原子力発電所事故後に原子炉等規制法で定められた原則40年、最長60年の運転期間を延長する方針を示した。新規建設への投資確保や、立地自治体からの不安の声などに配慮し、現時点では上限の撤廃は一旦見送り、一定の上限を設けるとした上で、今後必要に応じて見直すとした。運転期間の上限は維持し、新基準での安全審査や裁判所による仮処分命令などの停止期間を運転期間から除外する。また、新基準許可が出ていなまま40年を超えた原発についても廃炉とせず審査を続け、合格すれば運転可能にする方針。
2023年9月12日、政府は60年を超えて原発を運転できるようにする改正電気事業法を2025年6月6日に施行すると閣議決定した。
原子力規制委員会が60年運転を認可している4原発8基は、高浜1号機（1974年運転開始、2034年）、2号機（1975年、2035年）、3号機（1976年、2036年）、東海第二（1978年、2038年）、川内1号機（1984年、2044年）、高浜3号機（1985年、2045年）、4号機（1985年、2045年）および川内2号機（1985年、2045年）である。

## 日本の原子力発電所一覧

### 運用中（33基）
- 名称の欄は50音順ソート
- 電力会社・立地場所の欄は北から順にソート
- ■は、操業停止中の原子力発電所
- ■は、新規制基準許可済みの操業停止中の原子力発電所

| 名称                 | 電力会社                 | 所在地                          | 炉型                 | 番号 | 出力 (万kW) | 運転開始年    | 備考 |
| -------------------- | ------------------------ | ------------------------------- | -------------------- | ---- | ----------- | ------------- | --- |
| 泊発電所             | 北海道電力               | 北海道古宇郡泊村                | 加圧水型軽水炉       | 1    | 57.9        | 1989 (35年前) | 運転停止。定期点検による。2013年7月8日新基準審査申請。 |
| 泊発電所             | 北海道電力               | 北海道古宇郡泊村                | 加圧水型軽水炉       | 2    | 57.9        | 1991 (34年前) | 運転停止。定期点検による。2013年7月8日新基準審査申請。 |
| 泊発電所             | 北海道電力               | 北海道古宇郡泊村                | 加圧水型軽水炉       | 3    | 91.2        | 2009 (15年前) | 運転停止。定期点検による。2013年7月8日新基準審査申請。 |
| 東通原子力発電所     | 東北電力                 | 青森県下北郡東通村              | 沸騰水型軽水炉       | 1    | 110         | 2005 (19年前) | 運転停止。東北地方太平洋沖地震による。2014年6月10日新基準審査申請。 |
| 女川原子力発電所     | 東北電力                 | 宮城県牡鹿郡女川町              | 沸騰水型軽水炉       | 2    | 82.5        | 1995 (29年前) | 2020年2月26日新基準設置変更許可。2024年10月29日再稼働。 |
| 女川原子力発電所     | 東北電力                 | 宮城県牡鹿郡女川町              | 沸騰水型軽水炉       | 3    | 82.5        | 2002 (23年前) | 運転停止。東北地方太平洋沖地震による。 |
| 東海第二発電所       | 日本原子力発電           | 茨城県那珂郡東海村              | 沸騰水型軽水炉       | 1    | 110         | 1978 (46年前) | 新基準許可済。運転停止。東北地方太平洋沖地震による。安全対策工事中。2018年10月18日工事計画認可。2018年11月7日運転期間20年延長認可。 |
| 柏崎刈羽原子力発電所 | 東京電力ホールディングス | 新潟県柏崎市 新潟県刈羽郡刈羽村 | 沸騰水型軽水炉       | 1    | 110         | 1985 (39年前) | 運転停止。定期点検による。2021年4月14日に核燃料移動禁止の是正措置命令。 |
| 柏崎刈羽原子力発電所 | 東京電力ホールディングス | 新潟県柏崎市 新潟県刈羽郡刈羽村 | 沸騰水型軽水炉       | 2    | 110         | 1990 (34年前) | 運転停止。新潟県中越沖地震による。2021年4月14日に核燃料移動禁止の是正措置命令。 |
| 柏崎刈羽原子力発電所 | 東京電力ホールディングス | 新潟県柏崎市 新潟県刈羽郡刈羽村 | 沸騰水型軽水炉       | 3    | 110         | 1993 (31年前) | 運転停止。新潟県中越沖地震による。2021年4月14日に核燃料移動禁止の是正措置命令。 |
| 柏崎刈羽原子力発電所 | 東京電力ホールディングス | 新潟県柏崎市 新潟県刈羽郡刈羽村 | 沸騰水型軽水炉       | 4    | 110         | 1994 (30年前) | 運転停止。新潟県中越沖地震による。2021年4月14日に核燃料移動禁止の是正措置命令。 |
| 柏崎刈羽原子力発電所 | 東京電力ホールディングス | 新潟県柏崎市 新潟県刈羽郡刈羽村 | 沸騰水型軽水炉       | 5    | 110         | 1990 (35年前) | 運転停止。定期点検による。2021年4月14日に核燃料移動禁止の是正措置命令。 |
| 柏崎刈羽原子力発電所 | 東京電力ホールディングス | 新潟県柏崎市 新潟県刈羽郡刈羽村 | 改良型沸騰水型軽水炉 | 6    | 135.6       | 1996 (28年前) | 新基準許可済。運転停止。2017年12月27日新基準設置変更許可。工事計画・保安規定審査中。2021年4月14日に核燃料移動禁止の是正措置命令。2023年12月27日核燃料移動禁止命令解除。東京電力ホールディングスと新潟県の協定により、新潟県の同意が得られるまでは稼働させない方針。 |
| 柏崎刈羽原子力発電所 | 東京電力ホールディングス | 新潟県柏崎市 新潟県刈羽郡刈羽村 | 改良型沸騰水型軽水炉 | 7    | 135.6       | 1997 (27年前) | 新基準許可済。2020年10月30日保安規定認可。2021年6月営業運転予定だったが、侵入検知装置の故障や他人のIDカードを使い中央制御室に不正入室するなどの放射性物質の防護体制の不備から2021年4月14日に核燃料移動禁止の是正措置命令。安全対策工事を見落とし。非常用発電機追加対策。火災感知器未設置が見つかる。2023年12月27日核燃料移動禁止命令解除。東京電力ホールディングスと新潟県の協定により、新潟県の同意が得られるまでは稼働させない方針。                                                                                |
| 浜岡原子力発電所     | 中部電力                 | 静岡県御前崎市                  | 沸騰水型軽水炉       | 3    | 110         | 1987 (37年前) | 2010年11月29日運転停止。定期点検による。2015年6月16日新基準審査申請。 |
| 浜岡原子力発電所     | 中部電力                 | 静岡県御前崎市                  | 沸騰水型軽水炉       | 4    | 113.7       | 1993 (31年前) | 2011年5月14日運転停止。菅直人内閣総理大臣の要請による。2014年2月14日新基準審査申請。 |
| 浜岡原子力発電所     | 中部電力                 | 静岡県御前崎市                  | 改良型沸騰水型軽水炉 | 5    | 138         | 2005 (19年前) | 2011年5月14日運転停止。菅直人内閣総理大臣の要請による。その際に原子炉内に海水が流入。 |
| 志賀原子力発電所     | 北陸電力                 | 石川県羽咋郡志賀町              | 沸騰水型軽水炉       | 1    | 54          | 1993 (31年前) | 運転停止。ポンプ部品の不具合による。 |
| 志賀原子力発電所     | 北陸電力                 | 石川県羽咋郡志賀町              | 改良型沸騰水型軽水炉 | 2    | 135.8       | 2006 (19年前) | 運転停止。定期点検による。2014年8月12日新基準審査申請。最短で2026年1月の再稼働を見込む。 |
| 敦賀発電所           | 日本原子力発電           | 福井県敦賀市                    | 加圧水型軽水炉       | 2    | 116         | 1987 (38年前) | 運転停止。定期点検による。2017年11月5日新基準審査申請。 |
| 美浜発電所           | 関西電力                 | 福井県三方郡美浜町              | 加圧水型軽水炉       | 3    | 82.6        | 1976 (48年前) | 2016年11月16日運転期間20年延長認可。2020年2月27日使用前検査の保安規定認可。2021年4月28日再稼働に同意、2021年7月30日運転再開するが、2021年10月25日に特重施設の設置期限を迎えることから同23日に運転停止。2022年7月28日特重施設が完成。2022年9月26日運転再開。 |
| 大飯発電所           | 関西電力                 | 福井県大飯郡おおい町            | 加圧水型軽水炉       | 3    | 118         | 1991 (33年前) | 電力不足のため新安全基準策定前の2012年7月5日に旧基準適合のまま運転再開。2013年9月2日定期点検のため運転停止。2018年3月14日新安全基準で運転再開。 2022年8月24日に特重施設の設置期限を迎える中で前日23日より定期点検に入る。特重施設設置完了後、2022年12月18日運転再開。 |
| 大飯発電所           | 関西電力                 | 福井県大飯郡おおい町            | 加圧水型軽水炉       | 4    | 118         | 1993 (32年前) | 電力不足のため新安全基準策定前の2012年7月21日に旧基準適合のまま運転再開。2013年9月15日定期点検のため運転停止。2018年5月9日新安全基準で運転再開。特重施設が設置期限内に運用開始。 |
| 高浜発電所           | 関西電力                 | 福井県大飯郡高浜町              | 加圧水型軽水炉       | 1    | 82.6        | 1974 (50年前) | 運転停止。定期点検による。新基準許可済。2021年2月15日保安規定認可。2016年6月20日運転期間20年延長認可。2021年6月9日に特重施設の設置期限を迎える中、1号機を2021年3月、2号機を同5月に再稼働し、特重施設の設置期限まで短期間運転する予定であったが、関電は作業の遅れのため、特重施設完成前の運転を2021年5月に断念。特重施設の設置が完了し、1号機は2023年7月28日に原子炉を起動し、8月2日に発電を開始、8月28日から営業運転を再開。2号機は同年9月15日に運転を再開し、9月20日から発電を開始、10月16日から営業運転を再開した。 |
| 高浜発電所           | 関西電力                 | 福井県大飯郡高浜町              | 加圧水型軽水炉       | 2    | 82.6        | 1975 (49年前) | 運転停止。定期点検による。新基準許可済。2021年2月15日保安規定認可。2016年6月20日運転期間20年延長認可。2021年6月9日に特重施設の設置期限を迎える中、1号機を2021年3月、2号機を同5月に再稼働し、特重施設の設置期限まで短期間運転する予定であったが、関電は作業の遅れのため、特重施設完成前の運転を2021年5月に断念。特重施設の設置が完了し、1号機は2023年7月28日に原子炉を起動し、8月2日に発電を開始、8月28日から営業運転を再開。2号機は同年9月15日に運転を再開し、9月20日から発電を開始、10月16日から営業運転を再開した。 |
| 高浜発電所           | 関西電力                 | 福井県大飯郡高浜町              | 加圧水型軽水炉       | 3    | 87.0        | 1985 (40年前) | 2016年1月19日運転再開。2016年3月9日大津地方裁判所が再稼動禁止の仮処分命令。2016年3月10日運転停止。2017年6月6日運転再開。2020年1月6日より定期点検に入るが、蒸気発生器に損傷が見つかり、運転再開が遅れ、そのまま2020年8月3日に特重施設の設置期限を迎える。2020年12月11日に特重施設が完成し2021年3月7日原子炉を起動。 |
| 高浜発電所           | 関西電力                 | 福井県大飯郡高浜町              | 加圧水型軽水炉       | 4    | 87.0        | 1985 (39年前) | 2016年1月19日運転再開。2016年2月29日原子炉が自動停止。2016年3月9日大津地方裁判所が再稼動禁止の仮処分命令。2017年6月16日運転再開。2020年10月8日に特重施設の設置期限を迎えることから前日7日に運転停止。2021年3月25日に特重施設が完成し2021年5月13日に本格運転を開始。 |
| 島根原子力発電所     | 中国電力                 | 島根県松江市                    | 沸騰水型軽水炉       | 2    | 82          | 1989 (36年前) | 2021年9月15日新基準設置変更許可。2022年6月2日再稼働に同意。2024年12月7日再稼働。 |
| 伊方発電所           | 四国電力                 | 愛媛県西宇和郡伊方町            | 加圧水型軽水炉       | 3    | 89          | 1994 (30年前) | 2018年10月27日運転再開。2019年12月26日定期点検のため運転停止。2020年1月17日運転差し止め仮処分決定。2021年3月18日、広島高等裁判所は四国電力の異議を認めて再稼働を容認する決定を出した。2022年1月24日もう一度運転再開。 |
| 玄海原子力発電所     | 九州電力                 | 佐賀県東松浦郡玄海町            | 加圧水型軽水炉       | 3    | 118         | 1994 (31年前) | 2018年3月23日運転再開。2022年8月24日に特重施設の設置期限を迎える。2022年12月5日に特重施設が完成し、2022年12月10日運転再開。 |
| 玄海原子力発電所     | 九州電力                 | 佐賀県東松浦郡玄海町            | 加圧水型軽水炉       | 4    | 118         | 1997 (27年前) | 2018年6月16日運転再開。2022年9月13日に特重施設の設置期限を迎える。2023年2月2日に特重施設が完成し、2023年2月7日運転再開。 |
| 川内原子力発電所     | 九州電力                 | 鹿児島県薩摩川内市              | 加圧水型軽水炉       | 1    | 89          | 1984 (40年前) | 2015年8月11日運転再開。2020年3月17日に特重施設の設置期限を迎えることから前日16日に運転停止。2020年11月11日に特重施設が運用開始し11月19日発電再開し12月15日通常運転に復帰。 |
| 川内原子力発電所     | 九州電力                 | 鹿児島県薩摩川内市              | 加圧水型軽水炉       | 2    | 89          | 1985 (39年前) | 2015年10月15日運転再開。2020年5月21日に特重施設の設置期限を迎えることから前日20日に運転停止。2020年12月16日に特重施設が運用開始し12月24日発電再開し2021年1月22日通常運転に復帰。 |

### 建設中（3基）・計画中（9基）
福島第一原子力発電所事故時点では島根3号機、大間、東通（東電）1号機の3基が建設中であり、12基が計画中であったが、事故の影響で福島第一原子力発電所（7、8号機）と浪江・小高原子力発電所の建設計画が中止され、計画中は9基に減少した。
事故後、既に建設許可が出ていた3基については建設の継続が容認された。
未着工の原発は建設を認めない方針こそ示したが、政府が原発の新増設を認めない法的根拠は乏しく、また、原発建設の許可を判断する権限も政府から原子力規制委員会に移っており、一方の規制委員会側は設置申請があれば審査をする方針であり、経済産業省の意向に左右されずに判断することを表明しているため、新増設を認めない政府方針がどのような意味を持つのかは疑問視されている。政府にできることと言えば、新設原発の審査で原子力規制委員会から意見を求められた際に、新設すべきではないという意見を出す程度である。一時は計画中の原発は建設許可を下ろさない方針を法的根拠がないまま示したが、すぐに発言を修正し、計画段階の原発の新増設にも含みを持たせた。
2023年のGX基本方針で新規建設を想定しないとする政府の方針を転換し、廃炉になった原発の敷地内での建て替え（リプレース）を認める方針を示し、美浜原子力発電所4号機などが候補とみられた。
新たなエネルギー基本計画では敷地内の条件を撤廃し、敷地外での建て替えも認める考えも示している。しかし引き続き建て替えのみを認め、新増設を認めない方針であるため、特に廃炉となった原発が少ない電力会社は設置数が制限されることになる。
しかしながら、前述のようにそもそも政府が原発建設を阻止できる法的根拠もなければ、原発建設の許可を判断する権限もなく、政府の方針がどのような意味を持つのかは不透明である。
中止された計画については下部の建設中止・計画中止を参照
| 名称             | 電力会社                 | 所在地                                | 炉型                 | 番号 | 計画出力(kW) | 備考 |
| ---------------- | ------------------------ | ------------------------------------- | -------------------- | ---- | ------------ | --- |
| 大間原子力発電所 | 電源開発                 | 青森県下北郡大間町                    | 改良型沸騰水型軽水炉 | 1    | 138.3万      | 建設中。東日本大震災に伴い建設工事休止。2012年9月15日枝野幸男経済産業相が建設継続を容認。2012年10月建設再開。2014年12月16日新基準審査申請。全炉心にMOX燃料を装荷可能な世界初のフルMOX原子炉（フルMOX-ABWR）。 |
| 東通原子力発電所 | 東北電力                 | 青森県下北郡東通村                    | 改良型沸騰水型軽水炉 | 2    | 138.5万      | 計画中。1999年3月に沸騰水型軽水炉(BWR)から改良型沸騰水型軽水炉(ABWR)への変更と、それに伴う出力変更（110万kWから138.5万kW）を東通村に対して説明。 |
| 東通原子力発電所 | 東京電力ホールディングス | 青森県下北郡東通村                    | 改良型沸騰水型軽水炉 | 1    | 138.5万      | 建設中（中断中）。東日本大震災に伴い建設工事休止。2012年9月15日枝野幸男経済産業相が建設継続を容認。2014年2月6日にも茂木敏充経済産業相が同様に建設再開を容認する考えを示す。2018年8月28日本格的な地質調査を開始。計画段階から新規制基準に基づいた設計を検討中。1999年3月にABWR導入で炉型と出力を変更。 |
| 東通原子力発電所 | 東京電力ホールディングス | 青森県下北郡東通村                    | 改良型沸騰水型軽水炉 | 2    | 138.5万      | 計画中。1999年3月にABWR導入で炉型と出力を変更。ただし、東京電力ホールディングスは2017年秋から東通地点を「拡張可能性のある長期的有望地点」として開発を行っており、東電3号機以降も今後計画される可能性がある。 |
| 浜岡原子力発電所 | 中部電力                 | 静岡県御前崎市                        | 改良型沸騰水型軽水炉 | 6    | 140万級      | 計画中。着工は2015年度を目指していたが、福島第一原子力発電所事故の影響で安全対策などを新たに講じる必要が発生し1年延期し2016年度に変更する。変更後も引き続き2018年から2022年を目途に運転開始を目指す方針を維持したが、2012年3月の2012年度供給計画で運転開始時期が削除され、結局着工に至らず先送りされる。国が原発新設について明確な方針を示していないため2016年の経営指針では具体的なスケジュールは示さず。 |
| 敦賀発電所       | 日本原子力発電           | 福井県敦賀市                          | 改良型加圧水型軽水炉 | 3    | 153.8万      | 建設予定地敷地造成完了。発電所未着工。2010年10月に着工の予定であったが、耐震安全審査指針の改定などがあり、安全審査の長期化に伴い1年5カ月先送りされ2012年3月まで延期されたため、福島原発事故前に着工できず。最初から新規制基準に適合した設計を予定。 |
| 敦賀発電所       | 日本原子力発電           | 福井県敦賀市                          | 改良型加圧水型軽水炉 | 4    | 153.8万      | 建設予定地敷地造成完了。発電所未着工。2010年10月に着工の予定であったが、耐震安全審査指針の改定などがあり、安全審査の長期化に伴い1年5カ月先送りされ2012年3月まで延期されたため、福島原発事故前に着工できず。最初から新規制基準に適合した設計を予定。 |
| 美浜発電所       | 関西電力                 | 福井県三方郡美浜町                    | 未定                 | 4    | 未定         | 構想中。東日本大震災後に地質調査中断するも建設の計画変わらず。政府のエネルギー基本計画などで原発の新増設の方針が示されれば建設の意向。大型の改良型加圧水型軽水炉を想定していたが、新型小型炉（小型モジュール炉）も選択肢に入る。 |
| 島根原子力発電所 | 中国電力                 | 島根県松江市鹿島町                    | 改良型沸騰水型軽水炉 | 3    | 137.3万      | 建設中。2012年9月15日枝野幸男経済産業相が建設継続を容認。2018年8月10日新基準審査申請。 |
| 上関原子力発電所 | 中国電力                 | 山口県熊毛郡上関町長島                | 改良型沸騰水型軽水炉 | 1    | 137.3万      | 準備工事中断中。福島第一原子力発電所事故を受け上関町長や山口県知事から「慎重な対応」を求められ、準備工事中断を決定。その後も埋め立て免許の延長を続け、2022年11月28日、山口県は埋め立て工事が指定期間内に竣工できなかった合理的な理由があり、今後も埋め立てを続行する十分な理由があるとして3回目の埋め立て免許延長を許可し、調査を妨害する反対派に対する訴訟の一審判決までにかかると見込まれる期間を含めた4年5カ月の延長を決定。一方、前回、前々回の延長許可の時と同様、原発本体の着工時期が見通せるまで埋め立てに着手しないよう引き続き求める。 |
| 上関原子力発電所 | 中国電力                 | 山口県熊毛郡上関町長島                | 改良型沸騰水型軽水炉 | 2    | 137.3万      | 準備工事中断中。福島第一原子力発電所事故を受け上関町長や山口県知事から「慎重な対応」を求められ、準備工事中断を決定。その後も埋め立て免許の延長を続け、2022年11月28日、山口県は埋め立て工事が指定期間内に竣工できなかった合理的な理由があり、今後も埋め立てを続行する十分な理由があるとして3回目の埋め立て免許延長を許可し、調査を妨害する反対派に対する訴訟の一審判決までにかかると見込まれる期間を含めた4年5カ月の延長を決定。一方、前回、前々回の延長許可の時と同様、原発本体の着工時期が見通せるまで埋め立てに着手しないよう引き続き求める。 |
| 川内原子力発電所 | 九州電力                 | 鹿児島県薩摩川内市久見崎町 及び寄田町 | 改良型加圧水型軽水炉 | 3    | 159万        | 計画中。2014年の着工と2019年12月の稼働を予定していたが、福島第一原子力発電所の事故の影響で鹿児島県知事が公有水面埋め立てや保安林解除などの手続きを「当面の間、保留する」ことを決定し、九州電力も公的手続きを見合わせ、延期される。2024年時点で建設の動きはないが、いずれは建設したい考え。 |

また、今後の計画として、
- 上記のように、東京電力ホールディングスは東通原子力発電所（東電）3号機以降を今後計画する可能性がある。
- 中部電力は、浜岡原子力発電所以外の新たな地点において2030年ごろまでに1カ所か複数カ所で300～400万kW程度の原子力発電所の開発を目指す方針[121][122]を福島第一原子力発電所事故後も維持したが[104]、浜岡6号機同様に2016年の経営計画には記載されず、2024年時点で浜岡以外の新規地点は見つかっていない。
- 九州電力は玄海原子力発電所1、2号機の建て替え（玄海5、6号機の建設）を決定した場合には三菱重工業や関西電力などと共同開発中の革新軽水炉の導入も視野に入れているが[123]、2024年時点では計画は存在せず、「玄海がどう、という議論にはまだ少し遠い」状況[124]。
- 九州電力は、ほかの地域でも新たにできるところがあれば造る方針[125]。
- 沖縄電力は福島第一原子力発電所事故後も原子力発電所導入に向けた研究を行っているが[126]、2021年時点では情報収集を実施しているのみであり、建設計画は存在しない[127]。

### 廃止・解体中（26基）
| 名称                 | 電力会社                 | 所在地               | 炉型               | 番号 | 出力 (万kW) | 稼働開始 | 稼働終了 | 廃炉完了 (予定) | 備考 |
| -------------------- | ------------------------ | -------------------- | ------------------ | ---- | ----------- | -------- | -------- | --------------- | --- |
| 東海発電所           | 日本原子力発電           | 茨城県那珂郡東海村   | 黒鉛減速ガス冷却炉 | 1    | 16.6        | 1966     | 1998     | 2025            | |
| ふげん               | 日本原子力研究開発機構   | 福井県敦賀市         | 新型転換炉         | 1    | 16.5        | 1978     | 2003     | 2040            | |
| 浜岡原子力発電所     | 中部電力                 | 静岡県御前崎市       | 沸騰水型軽水炉     | 1    | 54          | 1976     | 2009     | 2036            | 東北地方太平洋沖地震の発生前であったが、原子力安全委員会（当時）で耐震指針の見直しが行われた際に、新指針の800ガルに対応した耐震補強は実行可能だったが、結局中部電力は自主的に従来の600ガルの2 - 3割増の数字という意味でしかなかった1000ガルの基準地震動に対応することを決定したため、耐震補強工事費用が大きく、経済性の観点から廃炉を決定し、代替として6号機新設を計画。 |
| 浜岡原子力発電所     | 中部電力                 | 静岡県御前崎市       | 沸騰水型軽水炉     | 2    | 84          | 1978     | 2009     | 2036            | 東北地方太平洋沖地震の発生前であったが、原子力安全委員会（当時）で耐震指針の見直しが行われた際に、新指針の800ガルに対応した耐震補強は実行可能だったが、結局中部電力は自主的に従来の600ガルの2 - 3割増の数字という意味でしかなかった1000ガルの基準地震動に対応することを決定したため、耐震補強工事費用が大きく、経済性の観点から廃炉を決定し、代替として6号機新設を計画。 |
| 福島第一原子力発電所 | 東京電力ホールディングス | 福島県双葉郡大熊町   | 沸騰水型軽水炉     | 1    | 46          | 1971     | 2011     | 2051            | 東北地方太平洋沖地震による津波および 福島第一原子力発電所事故で原子炉建屋が爆発破損、事故停止。 電気事業法に基づき2012年4月20日00時00分をもって廃止。 |
| 福島第一原子力発電所 | 東京電力ホールディングス | 福島県双葉郡大熊町   | 沸騰水型軽水炉     | 2    | 78.4        | 1974     | 2011     | 2051            | 東北地方太平洋沖地震による津波および 福島第一原子力発電所事故で原子炉建屋が爆発破損、事故停止。 電気事業法に基づき2012年4月20日00時00分をもって廃止。 |
| 福島第一原子力発電所 | 東京電力ホールディングス | 福島県双葉郡大熊町   | 沸騰水型軽水炉     | 3    | 78.4        | 1976     | 2011     | 2051            | 東北地方太平洋沖地震による津波および 福島第一原子力発電所事故で原子炉建屋が爆発破損、事故停止。 電気事業法に基づき2012年4月20日00時00分をもって廃止。 |
| 福島第一原子力発電所 | 東京電力ホールディングス | 福島県双葉郡大熊町   | 沸騰水型軽水炉     | 4    | 78.4        | 1978     | 2011     | 2051            | 東北地方太平洋沖地震による津波および 福島第一原子力発電所事故で原子炉建屋が爆発破損、事故停止。 電気事業法に基づき2012年4月20日00時00分をもって廃止。 |
| 福島第一原子力発電所 | 東京電力ホールディングス | 福島県双葉郡双葉町   | 沸騰水型軽水炉     | 5    | 78.4        | 1978     | 2014     | 2051            | 東北地方太平洋沖地震当日定期点検のため停止中 再稼働せず2014年1月31日付で廃止 |
| 福島第一原子力発電所 | 東京電力ホールディングス | 福島県双葉郡双葉町   | 沸騰水型軽水炉     | 6    | 110         | 1979     | 2014     | 2051            | 東北地方太平洋沖地震当日定期点検のため停止中 再稼働せず2014年1月31日付で廃止 |
| 美浜発電所           | 関西電力                 | 福井県三方郡美浜町   | 加圧水型軽水炉     | 1    | 34          | 1970     | 2015     | -               | [ 129 ] [ 130 ] |
| 美浜発電所           | 関西電力                 | 福井県三方郡美浜町   | 加圧水型軽水炉     | 2    | 50          | 1972     | 2015     | -               | [ 129 ] [ 130 ] |
| 敦賀発電所           | 日本原子力発電           | 福井県敦賀市         | 沸騰水型軽水炉     | 1    | 35.7        | 1970     | 2015     | -               | [ 129 ] [ 130 ] |
| 玄海原子力発電所     | 九州電力                 | 佐賀県東松浦郡玄海町 | 加圧水型軽水炉     | 1    | 55.9        | 1975     | 2015     | -               | [ 131 ] |
| 玄海原子力発電所     | 九州電力                 | 佐賀県東松浦郡玄海町 | 加圧水型軽水炉     | 2    | 55.9        | 1981     | 2019     | -               | 新規制基準で求められる特定重大事故等対処施設の設置等にあたって十分なスペースの確保が困難という固有の技術的制約があり、出力規模や、当時は運転延長認可を受けても60年運転が上限であったことから、再稼働した場合の残存運転期間などを総合的に勘案し、運転延長申請を断念。 |
| 島根原子力発電所     | 中国電力                 | 島根県松江市         | 沸騰水型軽水炉     | 1    | 46.0        | 1974     | 2015     | -               | [ 133 ] [ 134 ] |
| 伊方発電所           | 四国電力                 | 愛媛県西宇和郡伊方町 | 加圧水型軽水炉     | 1    | 56.6        | 1977     | 2016     | -               | [ 135 ] |
| 伊方発電所           | 四国電力                 | 愛媛県西宇和郡伊方町 | 加圧水型軽水炉     | 2    | 56.6        | 1982     | 2018     | -               | 運転再開を前提としていたが、ぎりぎりまで検討し、運転開始から36年が経過し、当時は運転期間の延長認可を受けても60年運転が上限であり、新規制基準を満たすには大規模工事が必要であるため、かなりの投資となり、出力も勘案し、総合的に投資回収リスクを払拭できなかったことからやむなく廃止を決定。苦渋の判断であった。                                                           |
| もんじゅ             | 日本原子力研究開発機構   | 福井県敦賀市         | 高速増殖炉         | 1    | 28          | 1995     | 2016     | -               | 2013年5月29日、原子力規制委員会は日本原子力研究開発機構に対し、原子炉等規制法に基づき、再発防止に向けた安全管理体制の再構築ができるまで、もんじゅの無期限運転禁止を命じた。 再稼働には多額の費用がかかることなどから、運転再開することなく2016年12月21日に廃炉決定。 |
| 大飯発電所           | 関西電力                 | 福井県大飯郡おおい町 | 加圧水型軽水炉     | 1    | 117.5       | 1979     | 2017     | -               | 出力の大きい原発であったが、原子炉格納容器が小さいなど特殊な構造のため、新規制基準に対応する上で有効な方法を見出せず、安全や品質の確保を最優先に考え、運転再開を断念。 |
| 大飯発電所           | 関西電力                 | 福井県大飯郡おおい町 | 加圧水型軽水炉     | 2    | 117.5       | 1979     | 2017     | -               | 出力の大きい原発であったが、原子炉格納容器が小さいなど特殊な構造のため、新規制基準に対応する上で有効な方法を見出せず、安全や品質の確保を最優先に考え、運転再開を断念。 |
| 女川原子力発電所     | 東北電力                 | 宮城県牡鹿郡女川町   | 沸騰水型軽水炉     | 1    | 52          | 1984     | 2018     | -               | 消火設備、電源設備、代替注水ポンプ等の新たな安全対策設備の追加設置に必要なスペースが、女川２号機等に比べ不足しているため、安全性向上対策を行うための技術的な制約が大きく、発電機出力規模や、当時は運転延長認可を受けても60年運転が上限であり、再稼働した場合の運転年数等、総合的に勘案した結果、廃止を決定。                                                             |
| 福島第二原子力発電所 | 東京電力ホールディングス | 福島県双葉郡楢葉町   | 沸騰水型軽水炉     | 1    | 110         | 1982     | 2019     | -               | 東北地方太平洋沖地震と津波により一時危険な状態に陥るが冷却機能を復活させ冷温停止状態になる。 福島県内の原子力発電所の全基廃炉を要望する地域の意向等を総合的に勘案し、運転再開を断念し、廃炉にする方針を2018年（平成30年）6月14日に表明。 2019年（令和元年）7月31日、正式に廃炉決定、同年9月30日に電気事業法上廃止。                                                      |
| 福島第二原子力発電所 | 東京電力ホールディングス | 福島県双葉郡楢葉町   | 沸騰水型軽水炉     | 2    | 110         | 1984     | 2019     | -               | 東北地方太平洋沖地震と津波により一時危険な状態に陥るが冷却機能を復活させ冷温停止状態になる。 福島県内の原子力発電所の全基廃炉を要望する地域の意向等を総合的に勘案し、運転再開を断念し、廃炉にする方針を2018年（平成30年）6月14日に表明。 2019年（令和元年）7月31日、正式に廃炉決定、同年9月30日に電気事業法上廃止。                                                      |
| 福島第二原子力発電所 | 東京電力ホールディングス | 福島県双葉郡楢葉町   | 沸騰水型軽水炉     | 3    | 110         | 1985     | 2019     | -               | 東北地方太平洋沖地震と津波により一時危険な状態に陥るが冷却機能を復活させ冷温停止状態になる。 福島県内の原子力発電所の全基廃炉を要望する地域の意向等を総合的に勘案し、運転再開を断念し、廃炉にする方針を2018年（平成30年）6月14日に表明。 2019年（令和元年）7月31日、正式に廃炉決定、同年9月30日に電気事業法上廃止。                                                      |
| 福島第二原子力発電所 | 東京電力ホールディングス | 福島県双葉郡楢葉町   | 沸騰水型軽水炉     | 4    | 110         | 1987     | 2019     | -               | 東北地方太平洋沖地震と津波により一時危険な状態に陥るが冷却機能を復活させ冷温停止状態になる。 福島県内の原子力発電所の全基廃炉を要望する地域の意向等を総合的に勘案し、運転再開を断念し、廃炉にする方針を2018年（平成30年）6月14日に表明。 2019年（令和元年）7月31日、正式に廃炉決定、同年9月30日に電気事業法上廃止。                                                      |

### 建設中止・計画中止
| 名称                                          | 電力会社                   | 所在地                                          | 炉型                 | 炉数 | 計画出力(kW) | 備考                                                    |
| --------------------------------------------- | -------------------------- | ----------------------------------------------- | -------------------- | ---- | ------------ | ------------------------------------------------------- |
| 香住原子力発電所                              | 関西電力                   | 兵庫県城崎郡香住町                              | 沸騰水型軽水炉       | 4基  | 75万         | 1970年計画断念。                                        |
| 小浜原子力発電所                              | 関西電力                   | 福井県小浜市田烏                                | -                    | -    | -            | 1972年計画断念。                                        |
| 蒲生田原子力発電所                            | 四国電力                   | 徳島県阿南市椿町尻杭                            | -                    | -    | -            | 1979年白紙撤回。                                        |
| 窪川原子力発電所                              | 四国電力                   | 高知県高岡郡窪川町大鶴津                        | -                    | -    | -            | 1988年誘致断念。                                        |
| 浜益原子力発電所                              | 北海道電力                 | 北海道浜益郡浜益村柏木                          | -                    | -    | -            | 1992年誘致断念。                                        |
| 豊北原子力発電所                              | 中国電力                   | 山口県下関市                                    | -                    | -    | -            | 1994年白紙撤回。                                        |
| 串間原子力発電所                              | 九州電力                   | 宮崎県串間市                                    | -                    | -    | -            | 1997年計画断念。                                        |
| 芦浜原子力発電所                              | 中部電力                   | 三重県度会郡南伊勢町・大紀町                    | -                    | -    | -            | 2000年白紙撤回。                                        |
| 珠洲原子力発電所                              | 関西電力 中部電力 北陸電力 | 石川県珠洲市高屋町・三崎町寺家                  | -                    | 2基  | 135万級      | 2003年計画凍結。                                        |
| 巻原子力発電所                                | 東北電力                   | 新潟県新潟市西蒲区 （旧・西蒲原郡巻町）         | 沸騰水型軽水炉       | 1基  | 82.5万       | 2003年計画断念。                                        |
| 日置川原子力発電所 （日高原子力発電所を含む） | 関西電力                   | 和歌山県西牟婁郡日置川町 （現・西牟婁郡白浜町） | -                    | -    | -            | 2005年、電源開発促進重要地点の指定より除外。            |
| 久美浜原子力発電所                            | 関西電力                   | 京都府熊野郡久美浜町 （現・京丹後市久美浜町）   | -                    | -    | -            | 2006年計画中止。                                        |
| 福島第一原子力発電所 （7、8号機）             | 東京電力                   | 福島県双葉郡大熊町・双葉町                      | 改良型沸騰水型軽水炉 | 2基  | 138万        | 福島第一原子力発電所事故の影響により2011年5月計画中止。 |
| 浪江・小高原子力発電所                        | 東北電力                   | 福島県南相馬市小高区・双葉郡浪江町              | 沸騰水型軽水炉       | 1基  | 82.5万       | 福島第一原子力発電所事故の影響により2013年3月計画中止。 |

## 原子炉の種類
- 加圧水型原子炉 (PWR)
  - 北海道電力の全原子炉
  - 関西電力の全原子炉
  - 四国電力の全原子炉
  - 九州電力の全原子炉
  - 日本原子力発電敦賀発電所：2号機
- 改良型加圧水型軽水炉 (APWR)
  - 日本原子力発電敦賀発電所：3・4号機（建設準備中）
- 沸騰水型原子炉 (BWR)
  - 東北電力
    - 東通原子力発電所：1号機
    - 女川原子力発電所：1 - 3号機

  - 東京電力ホールディングス
    - 福島第一原子力発電所：1 - 6号機（1 - 4号機は事故停止、廃炉中）
    - 福島第二原子力発電所：1 - 4号機
    - 柏崎刈羽原子力発電所：1 - 5号機

  - 中部電力
    - 浜岡原子力発電所：1 - 4号機（1・2号機は運転終了、廃炉中）

  - 北陸電力
    - 志賀原子力発電所：1号機

  - 中国電力
    - 島根原子力発電所：1・2号機

  - 日本原子力発電
    - 東海第二発電所
    - 敦賀発電所：1号機
- 改良型沸騰水型軽水炉 (ABWR)
  - 東京電力柏崎刈羽原子力発電所：6・7号機
  - 中部電力浜岡原子力発電所：5号機
  - 北陸電力志賀原子力発電所：2号機
  - 中国電力島根原子力発電所：3号機（建設中）
  - 電源開発・大間原子力発電所（建設中）
  - 東京電力・東通原子力発電所：1号機（建設中断）
- 高速増殖炉 (FBR)
  - もんじゅ（廃炉中）
  - 常陽
- 新型転換炉 (ATR)
  - ふげん（運転終了）
- 黒鉛減速炭酸ガス冷却型原子炉 (GCR)
  - 日本原子力発電・東海発電所（運転終了、廃炉中）

## 立地の流れ
日本における原子力発電所の立地の決定と、その建設・運用は次のような流れで行われる。
1. 環境影響審査を行う。
2. 第1次公開ヒアリングにより地元の賛同を得る。
3. 電源開発調整審議会より電源開発基本計画に採択される。
4. 原子炉設置許可を申請し許可される。
5. 第二次公開ヒアリングにより地元の最終的な賛同を得る。
6. 電気工作物変更許可を申請し許可される。
7. 工事を着工する。
8. 工事が完成する。
9. 試運転を行い、問題点を改修する。
10. 電気工作物の完成検査を受け使用許可を受ける。
11. 商用運転を開始する。

## 原子力発電所と地域経済
電源立地地域対策交付金（通称・原発交付金）などが、立地する道県や市町村の地方公共団体に交付される。
発電所の建設工事・定期点検・運転などでの雇用も多い。地域産業との結び付きが弱いという指摘もあるが、現実には職員や労働者の8割以上が県内在住者で占められているケースがほとんどである。また地元商工会と協力して地元企業の技術力向上や雇用促進を計っている発電所や、排熱を利用した農産物の早期栽培などを農家と共同で行っている発電所もある。
実際、多数の定住者や数百とも数千ともといわれる雇用効果、固定資産税や定住者の所得税などの税収、各種交付金、それらのもたらす商業の活性化や道路・体育館・防災無線など公共施設の充実等という非常に大きな効果がある。さらに原発の見学者による観光収入も見込むことができる。
県レベルで核燃料税などの独自の税金を課す場合もある。財政の厳しい地方自治体にとっては「取りやすく取れる」所であり、特定業のさらに一分野に限られた租税というのは、税の公平性から疑問が呈されるものの、立地促進や地元協力という観点から受け入れられることもある。しかし、取りやすいからとさらに税額を増加させようとしたり新税を設置しようとして、国や電力会社と揉める場合も少なくない。
過疎に悩む自治体にとって、電源立地地域対策交付金と固定資産税は大きな魅力であり、原子力発電所の立地が推進される。しかし運転開始後の固定資産税は、設備の減価償却に伴い年々減少していく。運転開始後10年・20年と経つと、自治体の収入が少なくなるので、地元は再び次の原子炉建設を誘致しないと税収を確保できなくなる。原子力発電所の集中立地が目立つ背景には、こうした交付金制度の存在がある。
こうしたことから、日本の原子力発電所は、茨城県北部、福島県浜通り、福井県嶺南敦賀半島に多く立地しており、これらの地域は「原発銀座」や「原発半島」とも呼ばれている。
経済産業省資源エネルギー庁はモデルケースとして、出力135万kWの原子力発電所（環境調査期間：3年間、建設期間：7年間、建設費：4,500億円）の立地にともなう財源効果を2004年に試算している。
- 下の表における項目
  - A = 電源立地等初期対策交付金
  - B = 電源立地促進対策交付金
  - C = 電源立地特別交付金 原子力発電施設等周辺地域交付金
  - D = 電源立地特別交付金 電力移出県等交付金
  - E = 原子力発電施設等立地地域長期発展対策交付金
  - F = 固定資産税

| 年次 | 事項                     | A       | B        | C        | D       | E     | F        | 合計     |
| ---- | ------------------------ | ------- | -------- | -------- | ------- | ----- | -------- | -------- |
| 1年  | 環境影響評価開始の翌年度 | 5.2億円 | -        | -        | -       | -     | -        | 5.2億円  |
| 2年  |                          | 5.2億円 | -        | -        | -       | -     | -        | 5.2億円  |
| 3年  |                          | 5.2億円 | -        | -        | -       | -     | -        | 5.2億円  |
| 4年  | 着工                     | 5.2億円 | 20.3億円 | 27億円   | -       | -     | -        | 52.5億円 |
| 5年  |                          | 5.2億円 | 20.3億円 | 27億円   | 13億円  | -     | -        | 65.5億円 |
| 6年  |                          | 5.2億円 | 20.3億円 | 27億円   | 13億円  | -     | -        | 65.5億円 |
| 7年  | 16億円                   | 5.2億円 | 20.3億円 | 54.5億円 | 13億円  | -     | -        |          |
| 8年  | 16億円                   | 5.2億円 | 20.3億円 | 54.5億円 | 13億円  | -     | -        |          |
| 9年  | 8億円                    | 5.2億円 | 20.3億円 | 46.5億円 | 13億円  | -     | -        |          |
| 10年 | 8億円                    | 5.2億円 | 20.3億円 | 運転開始 | 3億円   | -     | -        | 36.5億円 |
| 11年 | 8億円                    | -       | -        | -        | 4.5億円 | 2億円 | 63億円   | 77.5億円 |
| 12年 | 8億円                    | -       | -        | -        | 4.5億円 | 3億円 | 54.1億円 | 69.6億円 |
| 13年 | 8億円                    | -       | -        | -        | 4.5億円 | 3億円 | 46.3億円 | 69.6億円 |
| 14年 | 8億円                    | -       | -        | -        | 4.5億円 | 3億円 | 39.8億円 | 55.3億円 |
| 15年 | 8億円                    | -       | -        | -        | 4.5億円 | 3億円 | 34.1億円 | 49.6億円 |
| 16年 | 8億円                    | -       | -        | -        | 4.5億円 | 3億円 | 29.3億円 | 44.8億円 |
| 17年 | 8億円                    | -       | -        | -        | 4.5億円 | 3億円 | 25.1億円 | 40.6億円 |
| 18年 | 8億円                    | -       | -        | -        | 4.5億円 | 3億円 | 21.6億円 | 37.1億円 |
| 19年 | 8億円                    | -       | -        | -        | 4.5億円 | 3億円 | 18.5億円 | 34億円   |
| 20年 | 8億円                    | -       | -        | -        | 4.5億円 | 3億円 | 15.9億円 | 31.4億円 |

## 原子力発電所と税金

### 徴収
- 原子力発電所を運用する事業者は、一般事業者と同じように固定資産税・事業所税・法人税・法人住民税・消費税を納める。
- 原子力発電所を抱える地方公共団体は、核燃料を取り扱う事業者に核燃料税（茨城県は核燃料等取扱税、青森県は核燃料物質等取扱税）という法定外普通税を課している。鹿児島県薩摩川内市、新潟県柏崎市は、さらに使用済核燃料税を課している。
- 一般電気事業者は、販売した電気量に応じて電源開発促進税が課せられているため、消費者への販売電気代の原価に上乗せしている。

### 財政支出
- 電源開発促進税は目的税であり、電源三法交付金の一部として、原子力発電、水力発電、地熱発電に使用することになっているが、原子力発電所が立地する自治体に重点的に配分されている[要出典]。
- 原子力関係経費政府予算は、2007年度（平成19年度）に総額4,524億円で、文部科学省に2,668億円、経済産業省に1,736億円、その他（内閣府、総務省、外務省、農林水産省、国土交通省）に119億円であった[152]。
- テロ対策のため、警察では、銃器対策部隊に準じた装備に加えてNBCテロ対処や爆発物処理の能力も備えた原発特別警備隊を編成し、24時間体制で原子力関連施設の警戒警備に当たっている。また2011年11月の決定に基づき、海上保安庁や警察庁や防衛省など、関係省庁による継続的な連携強化が図られている[153]。
- 海上保安庁は、沿岸に立地する原子力発電所がテロに晒される危険を防止するために、上記のように原子力発電所における警察と毎日の情報交換及び共同訓練を実施するほか、巡視船艇・航空機による警戒の実施[154]、新潟県上越海上保安署に「原子力発電所警備対策官」を配置している[155]。

## 濃縮ウランの供給問題
日本の原子力発電所を運用する事業者が、アメリカ合衆国以外からの濃縮ウランを調達する場合、30%を上限とする制約が課されている。そのため常に濃縮ウランは7割以上を米国から調達しなければならず、調達先の偏りが指摘されている。

## ギャラリー

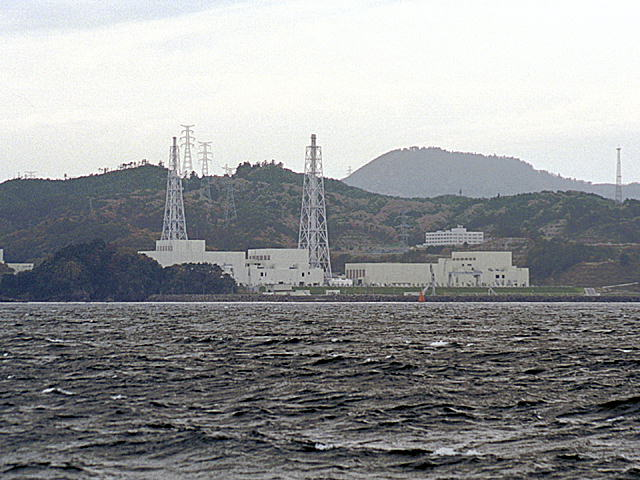
女川（宮城県牡鹿郡女川町・石巻市）
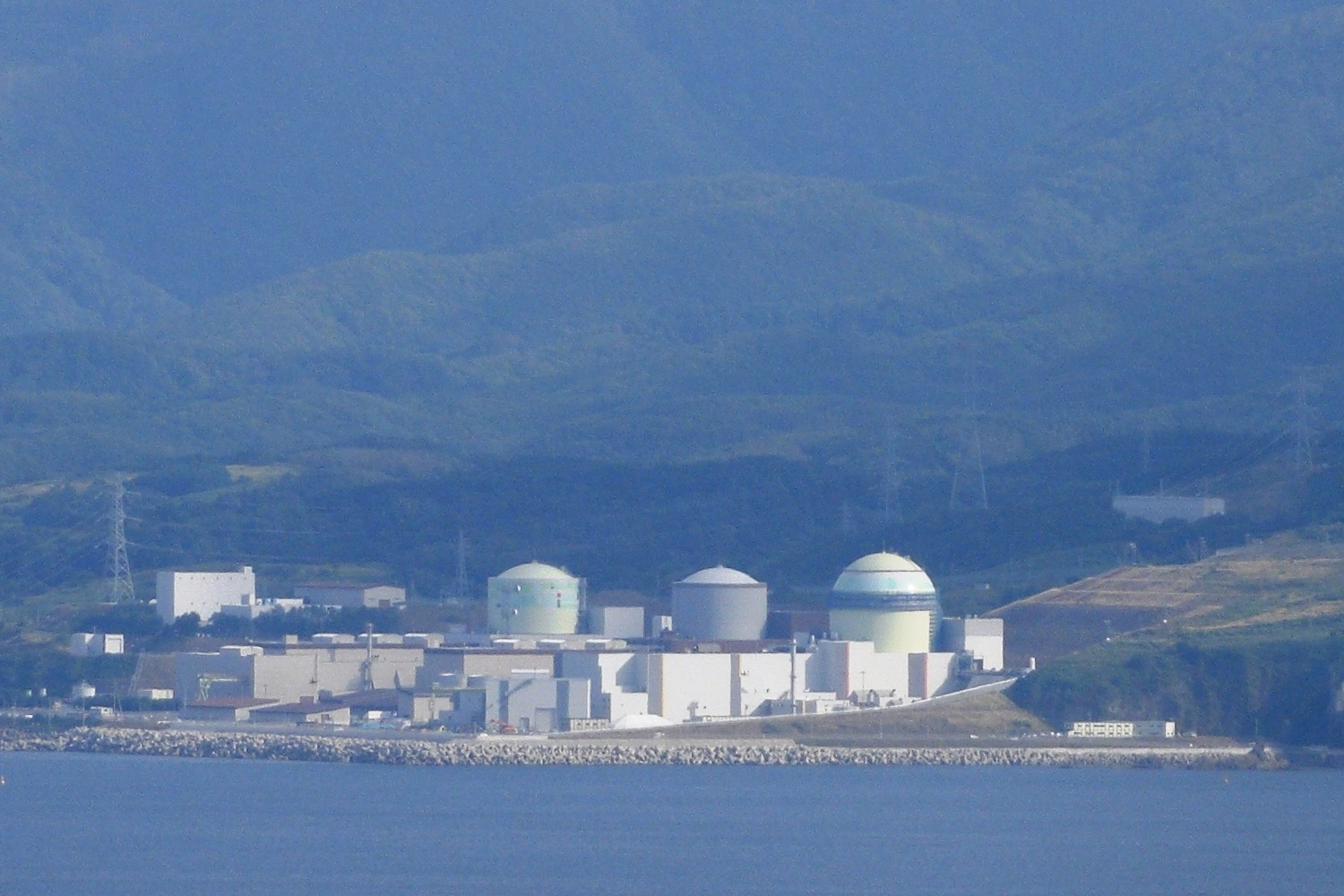
泊（北海道古宇郡泊村）
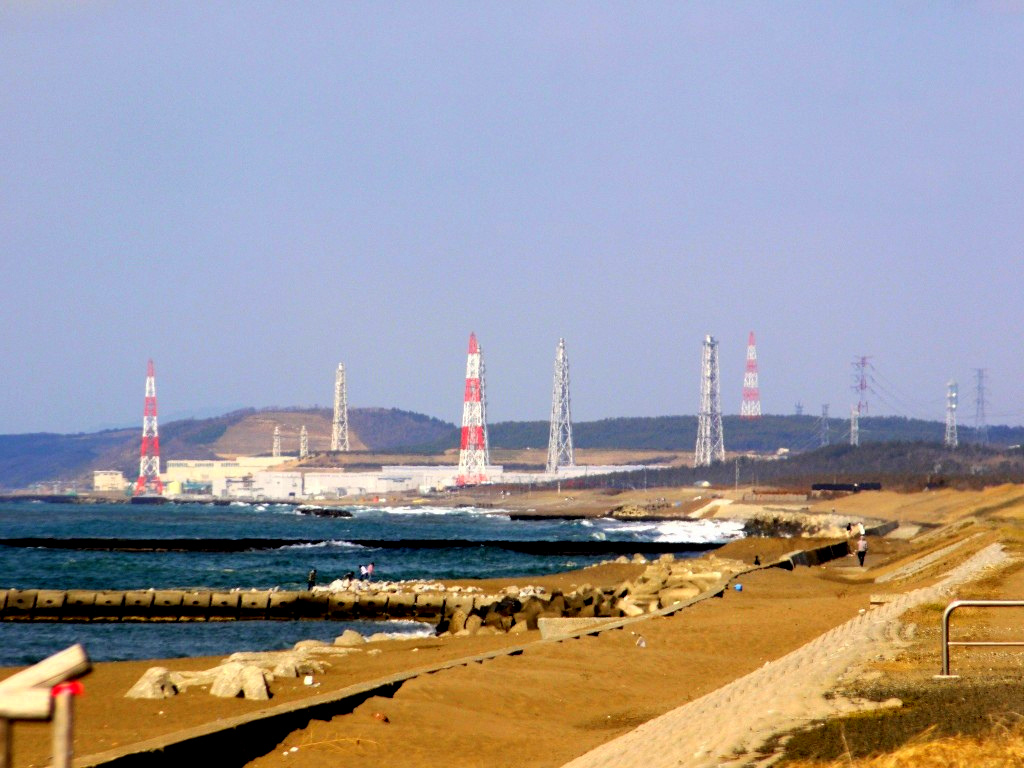
柏崎刈羽 （新潟県柏崎市）
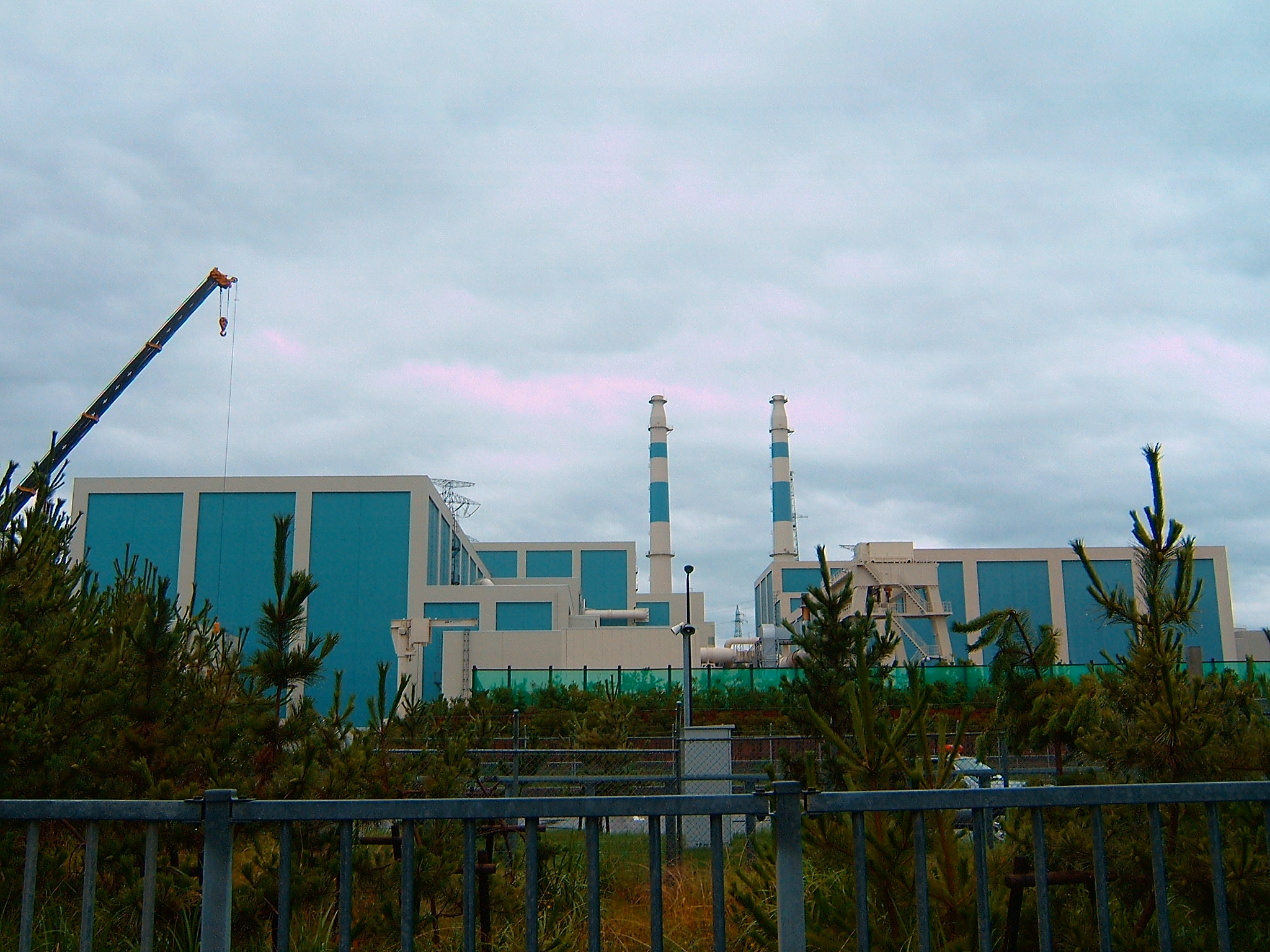
志賀 （石川県羽咋郡志賀町）
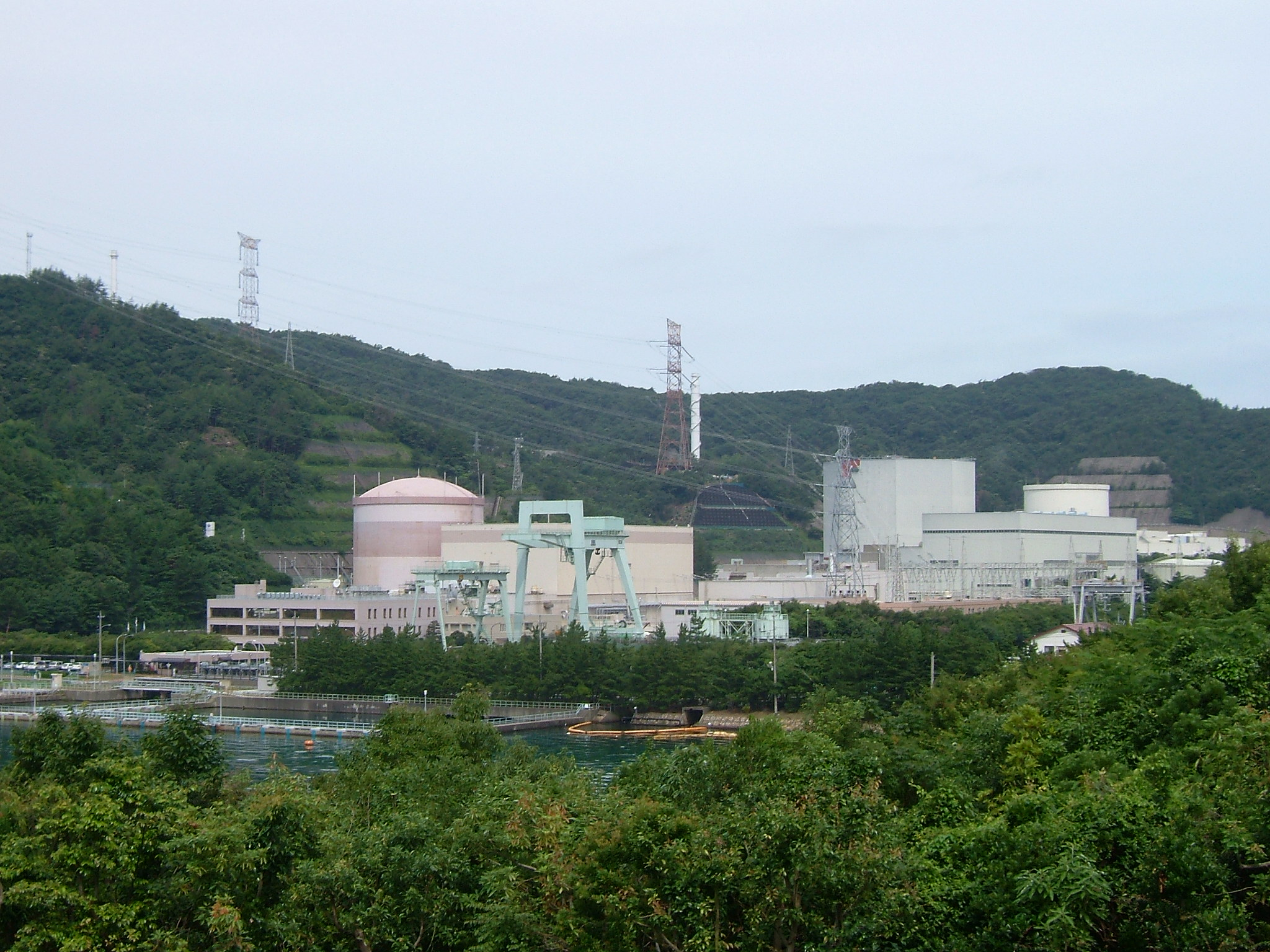
敦賀 （福井県敦賀市）
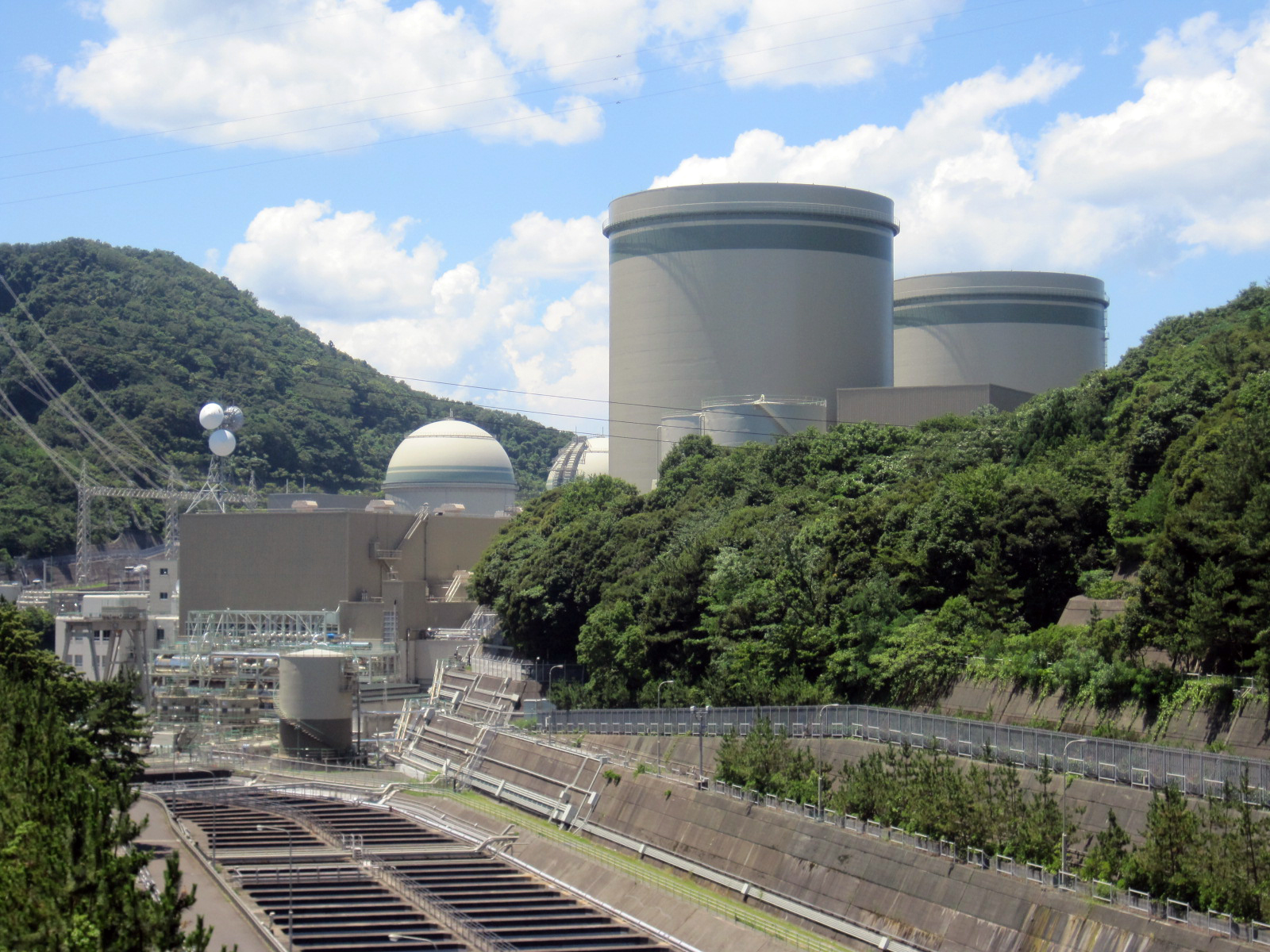
高浜 （福井県大飯郡高浜町）
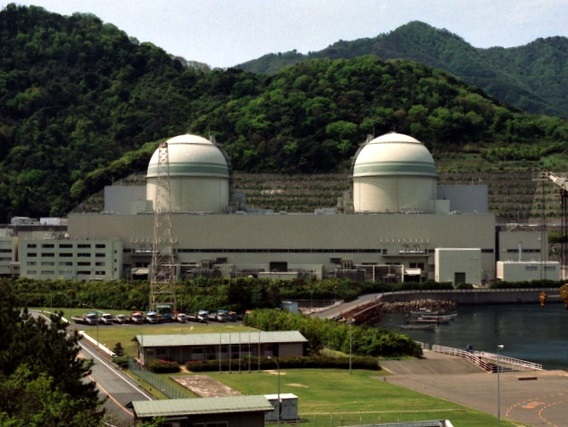
高浜 （福井県大飯郡高浜町）
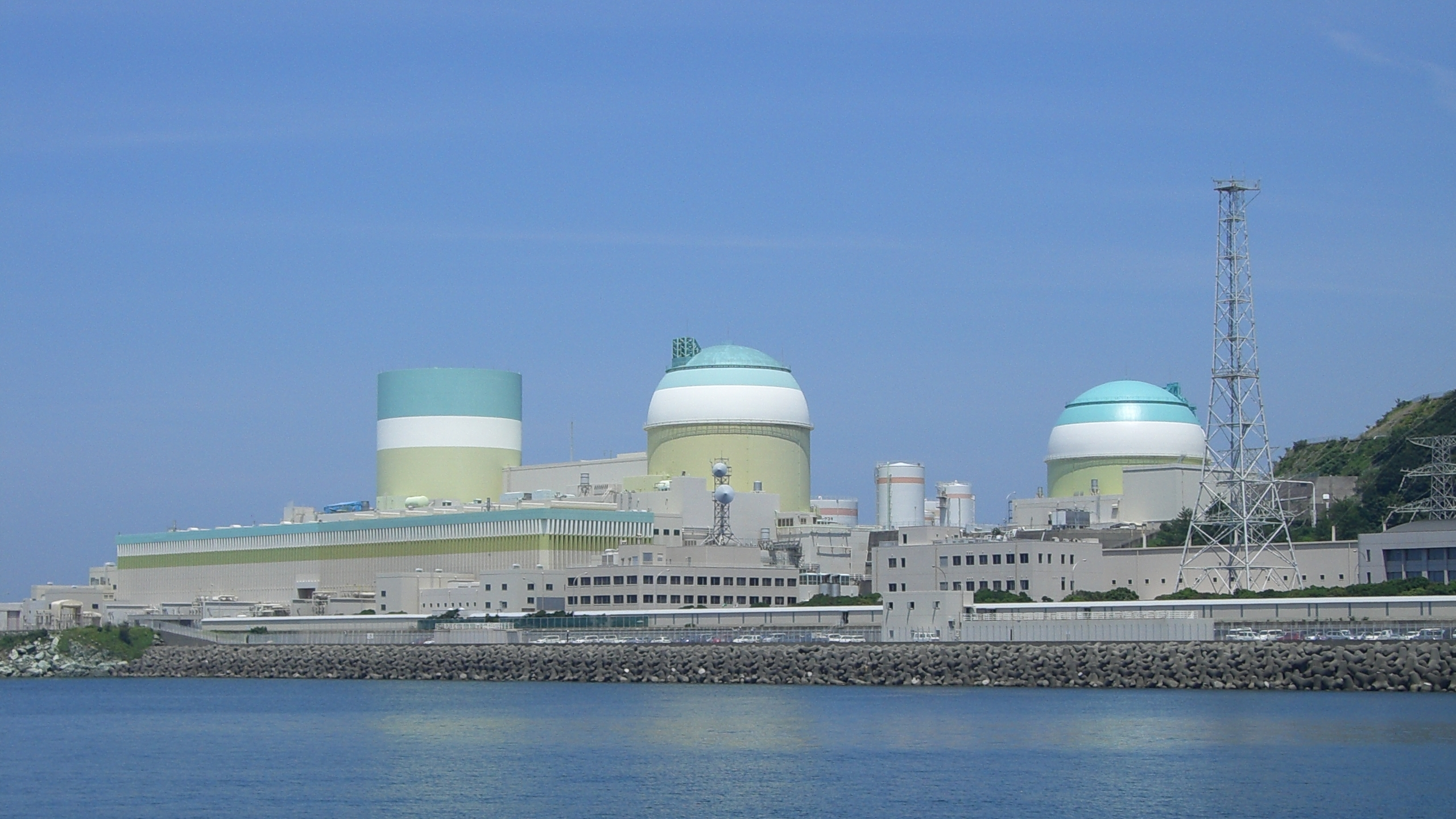
伊方 （愛媛県西宇和郡伊方町）
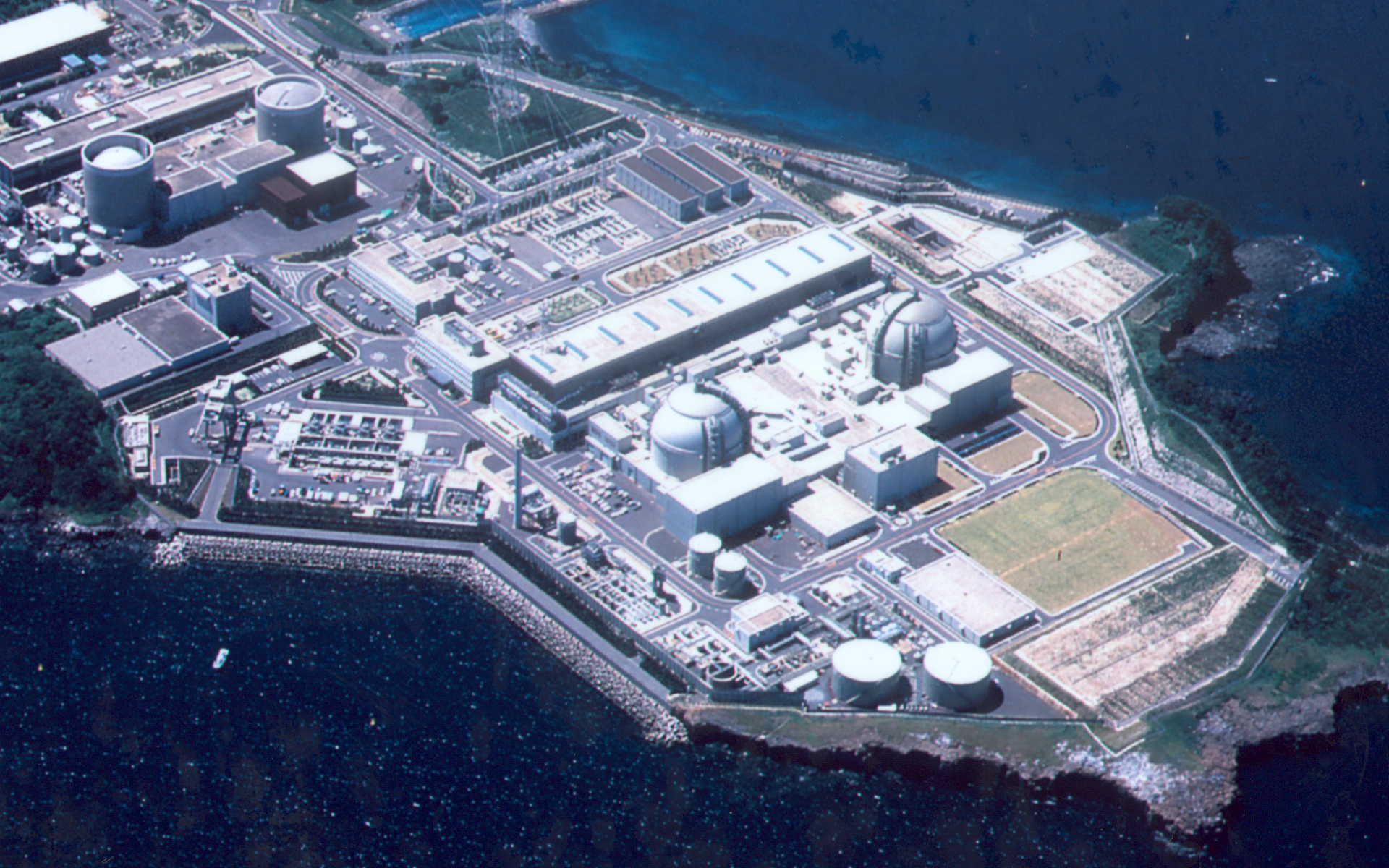
玄海 （佐賀県東松浦郡玄海町）
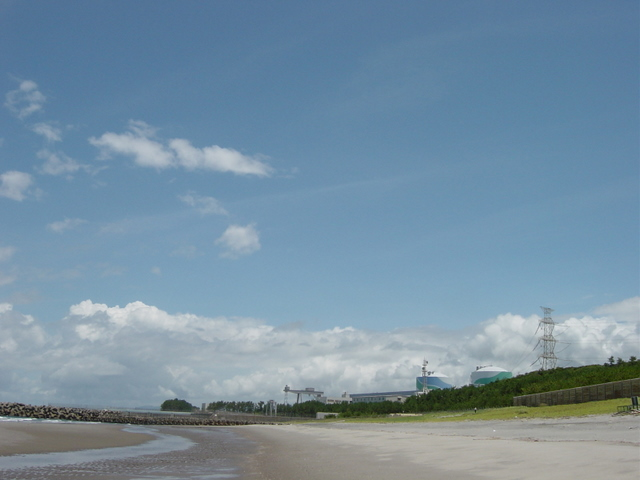
川内 （鹿児島県薩摩川内市）